# Tarialan járás (Uvsz)
Tarialan járás (mongol nyelven: Тариалан сум) Mongólia Uvsz tartományának egyik járása. Területe 2500 km². Népessége kb. 5400 fő.
Székhelye Harhirá (Хархираа), mely 31 km-re délre fekszik Ulángom tartományi székhelytől.